# Ramón Alberdi Alberdi
José Ramón Alberdi Alberdi, más conocido como Ramón Alberdi (29 de octubre de 1929-29 de mayo de 2009) fue un historiador, sacerdote y salesiano español, conocido especialmente por su dedicación al mundo de la historia de las instituciones educativas de la Congregación Salesiana.

## Biografía
Nació en Azcoitia (Guipúzcoa) el 29 de octubre de 1929, siendo parte de una familia cristiana originaria del caserío Erresti de la localidad, donde se había instalado en el siglo XVII. Era sobrino de la Sierva de Dios Ana Alberdi (1912-1988), una religiosa de la Orden de la Inmaculada Concepción en proceso de beatificación.
Fue educado en los Salesianos de Azcoitia, donde después sería admitido al noviciado. Ramón-Erresti hizo su formación en San Vicente dels Horts, donde profesó como salesiano en 1951. Más tarde, en 1955, fue ordenado sacerdote en el Tibidabo. 
Marchó entonces a Italia para licenciarse en Historia de la Iglesia (Roma, 1957) y Teología (Turín, 1958). Al volver a Barcelona, en 1958, se licenció en Historia por la Universidad de Barcelona (1962), donde posteriormente obtuvo el doctorado (1979). 
Entre 1958 y 2000 ejerció la docencia en el Centro Teológico Salesiano de Martí-Codolar, afiliado a la Universidad Pontificia Salesiana de Roma. También fue profesor de la Facultad de Teología de Cataluña (1973-1978). Han sido muchos los sacerdotes y religiosos de Cataluña que cursaron alguna de sus materias sobre Historia de la Iglesia, Patrología-Patrística o Metodología Científica. 
Seguidor de la tradición historiográfica de Jaume Vicens Vives (de hecho, su discípulo Jaume Giralt dirigió su tesis), fue autor de numerosos títulos. Fue el impulsor de la Associazione di Cultori di Storia Salesiana (ACSA), cuya sección española presidió entre 1996 y 2000. 
En su carta para ingresar al noviciado, muy joven, definía lo que fue su programa de vida: "Quiero ser un sacerdote salesiano para salvar mi alma y la de los demás". Esta "búsqueda de la propia santificación mediante la de los otros" es justamente el rasgo más característico de la espiritualidad salesiana, según recordaba en 2006 el rector mayor de los Salesianos, Pascual Chávez, en su visita a la provincia salesiana con sede en Barcelona. 
Falleció en Barcelona el 29 de mayo de 2009, a los 79 años de edad, debido a una crisis cardíaca. Su entierro tuvo lugar al día siguiente en la Parroquia y Santuario de María Auxiliadora de Barcelona, en una multitudinaria celebración presidida por su único hermano, Patxi, salesiano de la escuela de Intxaurrondo (San Sebastián), y concelebrada por numerosos salesianos y sacerdotes diocesanos y de otras instituciones religiosas.

## Obras
- El catolicismo social barcelonés y la formación profesional obrera. Las Escuelas Taller de Sarriá (1962)
- Una ciudad para un santo (1966)
- Los orígenes de la obra salesiana en Barcelona (1966)
- La formación profesional en Barcelona (1980, tesis doctoral)
- Don Bosco en Barcelona (1986)
- Don Felipe Rinaldi en Barcelona-Sarriá (1990)
- Girona, cien años de presencia salesiana (1992)
- Los Salesianos en San Vicente dels Horts (1994)
- Los Salesianos en el barrio de San Antonio (1994)
- Martí Codolar, una obra social de la burguesía (2001)
- Los Jardines de Martí Codolar (1998)
- Los mártires salesianos de Valencia y Barcelona (2001)
- La M. Ana Alberdi. El encanto de la experiencia cristiana (2004)
- Los Salesianos de Mataró. Cien años educando (2005)
- Dorotea de Chopitea y de Villota. Construir una Barcelona para todos (2009)